# Condica dolorosa
Condica dolorosa là một loài bướm đêm thuộc họ Noctuidae. Nó được tìm thấy ở the Indo-Australian tropics, bao gồm Borneo, Hawaii, Hồng Kông, Ấn Độ, Đài Loan và Queensland ở Úc.
Sải cánh dài khoảng 40 mm. Adults are dark brown with a complex pale spot near the centre, và an irregular pale mark near the base of the inner margin of each forewing. The hindwings are brown, fading towards the base.
Ấu trùng ăn các loài Asteraceae, bao gồm Conyza và Elephantopus khác nhau. The larvae are smooth và yellowish-green with violet markings. Pupation takes place in the soil.